# Heinrich Eckstorm
Heinrich Eckstorm (* 1557 in Elbingerode (Harz); † 22. Februar 1622 in Walkenried) war ein deutscher evangelischer Theologe und Lehrer.

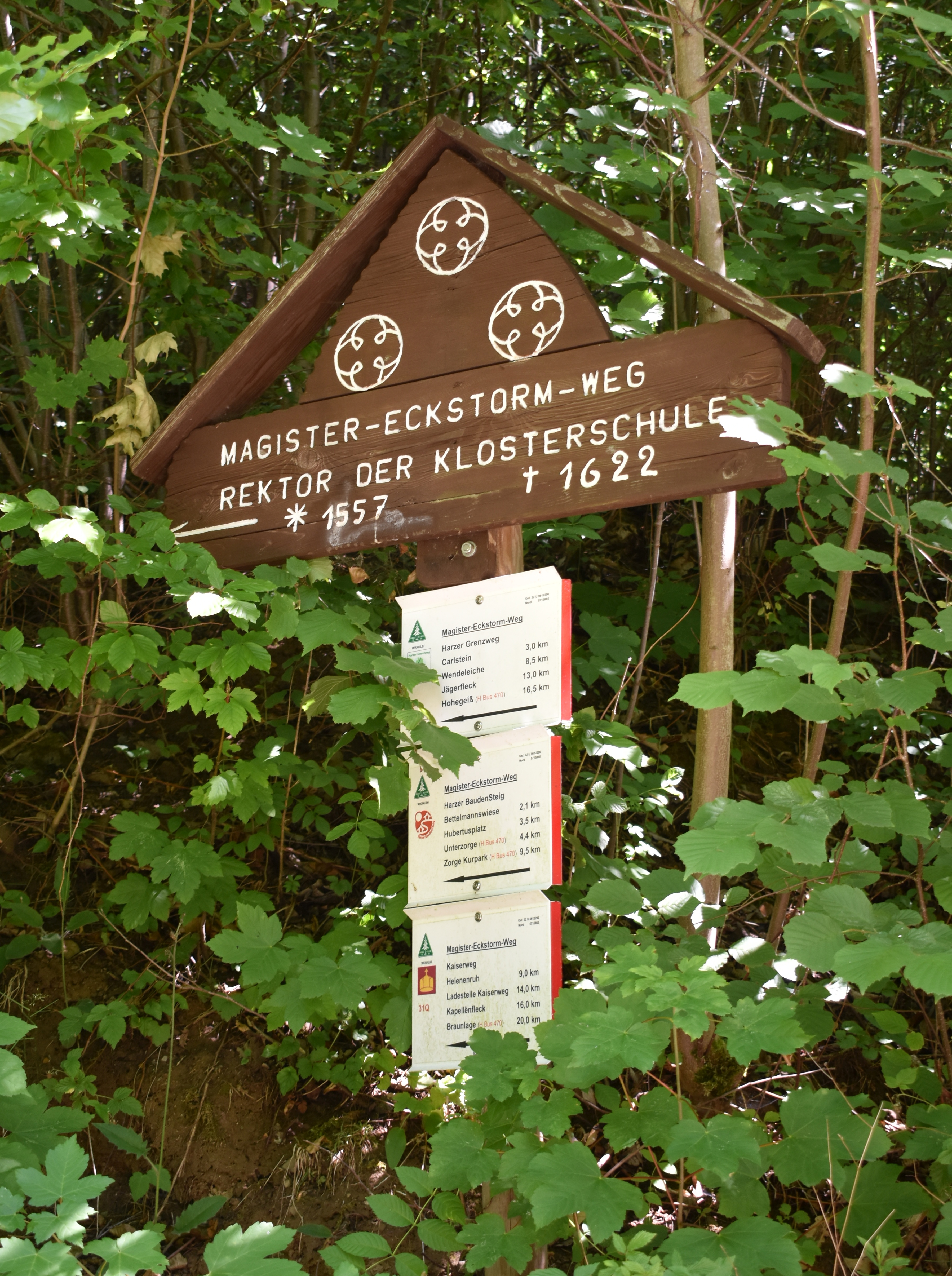
Magister-Eckstorm-Weg am Kloster Walkenried

## Leben
Nach dem Besuch der Schule in der reformierten Zisterzienser Kloster Walkenried und einem weiteren Schulbesuch der Klosterschule Ilfeld, bezieht Eckstorm die Universität Wittenberg, die Universität Jena und die Universität Leipzig. Hier absolvierte er neben dem Studium der Sieben freien Künste auch ein Theologiestudium.
1588 erhält eine Stelle als Diaconus in Ellrich und geht 1591 als Pfarrer und Rektor der Klosterschule nach Walkenried, die sich unter seiner Leitung positiv entwickelte. Seine Arbeiten beschäftigten sich vor allem mit der Geschichte und Astronomie. Am bekanntesten war seine Chronik der Abtei Walkenried.
An der Ostseite des Klosters Walkenried ist ein Wanderweg nach ihm benannt worden.